# كالوم ايلوت
كالوم ايلوت (بالإنجليزية: Calum Elliot)‏ (30 مارس 1987 بإدنبرة في المملكة المتحدة - ) هو مدرب كرة قدم ولاعب كرة قدم بريطاني في مركز الهجوم. شارك مع منتخب اسكتلندا تحت 20 سنة لكرة القدم ومنتخب اسكتلندا تحت 21 سنة لكرة القدم. أما مع النوادي، فقد لعب مع ريث روفرز ونادي جالغيريس ونادي ماذرويل وهارت أوف ميدلوثيان ونادي ألوا أثليتيك ونادي دندي ونادي ليفينغستون لكرة القدم.

## وصلات خارجية
- كالوم ايلوت على موقع قاعدة بيانات كرة القدم.إي يو (الإنجليزية)
- كالوم ايلوت على موقع Soccerbase.com (لاعب) (الإنجليزية)
- كالوم ايلوت على موقع Soccerway.com (الإنجليزية)